# مارتن وودورد
مارتن وودورد (بالإنجليزية: Martin Woodward)‏ هو مهندس وعالم حاسوب بريطاني، ولد في 28 مايو 1948 في المملكة المتحدة، وتوفي في 27 أكتوبر 2006.